# زمستان عربی
زمستان عربی (عربی: الشتاء العربي) اصطلاحی است که به احیای اقتدارگرایی و افراط‌گرایی اسلامی در برخی از کشورهای عربی، در دهه ۲۰۱۰، در پی اعتراضات بهار عربی اشاره دارد. اصطلاح «زمستان عربی»، به رویدادهای کشورهای اتحادیه عرب در خاورمیانه و شمال آفریقا، از جمله جنگ داخلی سوریه، شورش عراق و متعاقب آن جنگ در عراق، بحران مصر، اولین جنگ داخلی لیبی و متعاقب آن دومین جنگ داخلی لیبی، جنگ داخلی یمن و نیز رویدادهایی در مصر که منجر به برکناری محمد مرسی و به دست گرفتن قدرت، توسط ژنرال عبدالفتاح سیسی، در کودتای ۲۰۱۳ مصر شد، اشاره دارد.

## تعریف
اصطلاح زمستان عربی، معمولاً شامل رویدادهای زیر می‌شود:
| کشور  | رویداد                         | سال آغاز |
| ----- | ------------------------------ | -------- |
| سوریه | جنگ داخلی سوریه                | ۲۰۱۱     |
| عراق  | شورش عراق (۲۰۱۱–۲۰۱۳)          | ۲۰۱۱     |
| عراق  | جنگ در عراق (۲۰۱۷–۲۰۱۳)        | ۲۰۱۳     |
| مصر   | بحران مصر (۲۰۱۱–۲۰۱۴)          | ۲۰۱۱     |
| مصر   | کودتای ۲۰۱۳ مصر                | ۲۰۱۳     |
| لیبی  | اولین جنگ داخلی لیبی           | ۲۰۱۱     |
| لیبی  | دومین جنگ داخلی لیبی           | ۲۰۱۴     |
| یمن   | جنگ داخلی یمن (۲۰۱۴–اکنون)     | ۲۰۱۴     |
| لبنان | گسترش جنگ داخلی سوریه به لبنان | ۲۰۱۱     |
| بحرین | خیزش ۲۰۱۱ بحرین                | ۲۰۱۱     |
| تونس  | خودکودتای ۲۰۲۱ تونس            | ۲۰۲۱     |

### جغرافیا

سرنگونی دولت بیش از یک بار
سرنگونی دولت
جنگ داخلی
اعتراضات به همراه تغییرات حکومتی
اعتراضات بزرگ
اعتراضات جزئی
سایر اعتراضات و اقدامات ستیزه‌جویانه خارج از جهان عرب